# La fi de Sant Petersburg
La fi de Sant Petersburg (en rus: Конец Санкт-Петербурга, translit. Konets Sankt-Peterburga) és una pel·lícula muda de 1927 dirigida pel director soviètic Vsèvolod Pudovkin. La pel·lícula, produïda per Mezhrabpom, va ser concebuda per commemorar el 10è aniversari de la revolució d'octubre i és un dels treballs més coneguts de Pudovkin.
El 1969, Mosfilm va crear una versió restaurada de la pel·lícula, incorporant-li una banda sonora.
La fi de Sant Petersburg forma part de la "Triologia Revolucionària" de Pudovkin, completada amb La mare (1926) i Tempesta sobre Àsia (1928).

## Argument
El naixement d'un nou infant obliga al germà gran d'una pobre família de camperols a marxar a Sant Petersburg per tal d'intentar guanyar-se la vida com a obrer, ja que al camp hi haurà a partir d'ara massa boques a alimentar.
El jove camperol arriba a St. Petersburg just en un moment de creixent tensió social en la qual certs obrers ja es qüestionen les precàries condicions laborals a les quals el cruent capitalisme sotmet al miserable proletariat. Paral·lelament, a la borsa, la benestant burgesia fa anar a l'alça i a la baixa els valors de les fàbriques, tot comprant i venent les seves accions.
L'empresa Lebedev acaba de rebre un suculent encàrrec públic i les seves accions comenen a cotitzar a l'alça. El recentment nomenat capatàs informa als obrers de la bona notícia alhora que els exigeix allargar la jornada laboral en benefici dels interessos de la nació. L'inesperat desenllaç, això no obstant, és que els explotats obrers es declaren en vaga.
El jove camperol recèn arribat a St. Petersburg és acollit a casa d'un vell veí del poble, un obrer amb un tupit vigoti que precisament forma part del petit grup d'instigadors a la vaga. El seu pla és resistir una setmana sense treballar, ja que consideren que Lebedev no es pot permetre romandre tant de temps tancada.
L'esposa del revolucionari obrer es qüestiona aquesta estratègia tot tement pel seu infant, i anima al jove camperol a no escoltar més el líder dels conspiradors, un obrer calb, i a posar-se a buscar feina a la ciutat.
Gent de Penze, Novgorad, Tver, etc. és conduïda a Sant Petersburg com a mà d'obra barata per substituir als obrers en vaga i el jove camperol no dubta a unir-s'hi, tot generant-se una inevitable confrontació entre els dos oposats bàndols després de la qual el jove camperol decideix denunciar al veí que l'ha acollit, tot guiant la policia a casa seva, on el grup de conspiradors és detingut.
Conscient ara de les imprevistes conseqüències del seu acte de traïdoria, l'ingenu jove es presenta davant del capatàs per exigir-li l'alliberament immediat dels seus amics però, en ser ignorat, inicia una batussa on és ell qui finalment acaba detingut.
La mateixa nit, la guerra és declarada i comença una conflagració bèl·lica on les previsores classes altes ja han comptat amb un doble objectiu: vèncer a l'enemic alemany i salvar a Rússia de la revolució que s'està incovant.
El jove detingut és obligat a incorporar-se al front mentre a Rússia s'inicia una patriòtica i ideològica campanya per reclutar voluntaris contra l'enemic alemany i en defensa de la mare pàtria. La guerra, però, es prolonga tres anys i els manipulats obrers es comencen a qüestionar-se'n el seu sentit. La previsora burgesia, per contra, està satisfeta amb els resultats perquè per fi s'ha pogut fer amb el poder tot deslliurant-se del tsar. Ignoren, però, que els seus dies estan també comptats.
Al front de combat, tropes de l'exèrcit han començat a ser retirades i reunides als afores de St. Petersburg, on es preparen per aniquilar els traïdors comunistes, tal com la coalició de govern exigeix.
Les ordres del general, però, són espontàniament contrariades per l'obrer del tupit bigori, al qual el jove camperol –esdevingut ara un soldat ras- se l'hi ha unit tot just en reconèixer-lo. Davant del desconcert dels soldats, es produeix un intercanvi de contradictòries ordres entre el general - Apunteu als traïdors!- i l'obrer del bigoti -Camarades, el proletariat s'ha revoltat i us espera! Finalment, al crit de foc ordenat pel general, els soldats responen disparant contra el seu superior. La següent víctima a cobrar-se, serà el Palau d'Hivern.
Entre les runes de l'ex-residència del tsar, l'esposa de l'obrer del bigoti busca al seu marit mentre pel camí reparteix patates bullides entre els famosos revolucionaris que han sobreviscut a l'assalt. Entre ells, s'hi troba ferit el jove camperol, amb el qual ara es reconcilia abans de trobar també al seu marit. La pel·lícula s'acaba amb uns intertítols que proclamen St. Petersburg ja no existeix i Llarga vida a la ciutat de Lenin!

## Al voltant de la pel·lícula
El caràcter propagandístic i didàctic de la pel·lícula tenia com a evident objectiu celebrar el 10è aniversari de la revolució d'octubre.
Els protagonistes de la pel·lícula estan desproveïts de tota profunditat psicològica, són personatges plans, simplificats i anònims que pretenen representar l'obrer comú de la naixent societat comunista. L'actor esdevé un simple prestador d'una fisonomia i d'una gesticulació que pretén caracteritzar l'origen social del personatge i ser representatiu de tota una classe. Per complir aquest objectiu calia que no hi hagués cap anàlisi de la psicologia dels personatges, fet que els hagués atorgat personalitat i distinció. L'anonimat dels personatges –en cap cas es menciona el nom dels personatges al llarg de la pel·lícula- i el fet que Vsèvolod Pudovkin utilitzés actors no professionals van contribuir a crear aquest perfil estàndard de personatge.

## Repartiment
- Aleksandr Txistiàkov - Obrer comunista amb el bigoti tupit
- Vera Baranòvskaia - La seva muller
- Ivan Txuvelev - Jove camperol
- Leonid Obolenski - Director de l'empresa Lebedev
- A. Gromov - Obrer calvo
- Serguei Komarov - Cap de policia
- Terexkovitx - Periodista

Altres actors:
- V. Txuvelev
- Viktor Tsoppi
- Nikolai Khmelev
- M. Tsibulski
- Vsèvolod Pudovkin
- Vladimir Fogel